# Dyopedos porrectus
Dyopedos porrectus är en kräftdjursart som beskrevs av Charles Spence Bate 1857. Dyopedos porrectus ingår i släktet Dyopedos och familjen Podoceridae. Arten är reproducerande i Sverige. Inga underarter finns listade i Catalogue of Life.